# Deutsche Fünfkampf-Meisterschaft 1958/59

Veranstaltungsort: Nürnberg

Die Deutsche Fünfkampf-Meisterschaft 1958/59 war eine Billard-Turnierserie und fand zum zehnten Mal vom 2. bis 5. Oktober in Nürnberg statt.

## Geschichte
Wieder einmal bestätigte der Frankfurter Walter Lütgehetmann, dass er der seinerzeit beste Allrounder in Deutschland war. Er verlor nur in der Freien Partie und im Cadre 47/2 gegen Siegfried Spielmann, der am Ende Platz zwei belegte. Platz drei sicherte sich der Kölner Ernst Rudolph.

## Modus
Reihenfolge der Endrechnung in der Abschlusstabelle:
1. PP = Partiepunkte
2. MP = Matchpunkte

1. VGD = Verhältnismäßiger Generaldurchschnitt
2. BVED = Bester Einzel Verhältnismäßiger Durchschnitt

Bei der Berechnung des VGD wurden die erzielten Punkte in folgender Weise berechnet:
Freie Partie: Distanz 500 Punkte (erzielte Punkte mal 1)
Cadre 45/2: Distanz 400 Punkte (erzielte Punkte mal 2)
Einband: Distanz 200 Punkte (erzielte Punkte mal 10)
Cadre 71/2: Distanz 300 (Punkte erzielte Punkte mal 3)
Dreiband: Distanz 60 Punkte (erzielte Punkte mal 40)
Alle Aufnahmen wurden mal 1 gewertet.
Der Fünfkampf wurde auch in dieser Spielfolge gespielt.
In der Endtabelle wurden die erzielten Partiepunkte vor den Matchpunkten und dem VGD gewertet.

## Abschlusstabelle
| Legende | Legende                                       |
| --- | --------------------------------------------- |
| Abk. | Bedeutung                                     |
| Pkt. | erzielte Punkte                               |
| Aufn. | benötigte Aufnahmen                           |
| ED | Einzeldurchschnitt                            |
| GD | Generaldurchschnitt                           |
| VGD | Verhältnismässiger Generaldurchschnitt        |
| BMD | Bester Mannschaftsdurchschnitt                |
| BED | Bester Einzeldurchschnitt                     |
| BSD | Bester Satzdurchschnitt                       |
| BEVD | Bester Einzel Verhältnismässiger Durchschnitt |
| HS | Höchstserie                                   |
| MP | Match Points                                  |
| PP | Partie Punkte                                 |
| G-U-V | Gewonnen-Unentschieden-Verloren               |
| SV | Satzverhältnis                                |
| WRP | Weltranglistenpunkte                          |
| | 1. Platz (Gold)                               |
| | 2. Platz (Silber)                             |
| | 3. Platz (Bronze)                             |
| | Bester GD des Turniers/Runde                  |
| | Bester VGD des Turniers/Runde                 |
| | Bester ED des Turniers/Runde                  |
| | Bester BVGD des Turniers/Runde                |
| | Beste HS des Turniers/Runde                   |
| (Evtl. finden nicht alle Begriffe Anwendung oder einige sind nicht aufgeführt. Diese können in der Liste der Karambolage-Begriffe nachgesehen werden.) |                                               |

| Endklassement | Endklassement                      | Endklassement | Endklassement | Endklassement | Endklassement | Endklassement |
| Platz         | Name                               | PP            | MP            | VGD           | BVED          |               |
| ------------- | ---------------------------------- | ------------- | ------------- | ------------- | ------------- | ------------- |
| 1             | Walter Lütgehetmann (Frankfurt/M.) | 26:4          | 6:0           | 43,73         | 53,22         |               |
| 2             | Siegfried Spielmann (Düsseldorf)   | 19:11         | 4:2           | 31,69         | 34,23         |               |
| 3             | Ernst Rudolph (Köln)               | 2:4           | 12:18         | 35,81         | 39,49         |               |
| 4             | Norbert Witte (Essen)              | 3:27          | 0:6           | 26,87         | -             |               |

## Disziplintabellen
| Platz | Name                | MP  | Pkte. | Aufn. | GD    | BED   | HS  |
| ----- | ------------------- | --- | ----- | ----- | ----- | ----- | --- |
| 1     | Siegfried Spielmann | 6:0 | 1500  | 32    | 46,87 | 83,33 | 343 |
| 2     | Walter Lütgehetmann | 4:2 | 1468  | 45    | 32,62 | 71,42 | 212 |
| 3     | Ernst Rudolph       | 2:4 | 1020  | 25    | 40,80 | 45,45 | 202 |
| 4     | Norbert Witte       | 0:6 | 936   | 36    | 26,00 | -     | 160 |

| Platz | Name                | MP  | Pkte. | Aufn. | GD    | BED   | HS  |
| ----- | ------------------- | --- | ----- | ----- | ----- | ----- | --- |
| 1     | Ernst Rudolph       | 4:2 | 969   | 45    | 21,53 | 23,52 | 113 |
| 2     | Walter Lütgehetmann | 4:2 | 1003  | 60    | 16,71 | 50,00 | 139 |
| 3     | Siegfried Spielmann | 3:3 | 1116  | 58    | 19,24 | 21,05 | 135 |
| 4     | Norbert Witte       | 1:5 | 850   | 75    | 11,33 | 18,18 | 95  |

| Platz | Name                | MP  | Pkte. | Aufn. | GD   | BED  | HS |
| ----- | ------------------- | --- | ----- | ----- | ---- | ---- | -- |
| 1     | Walter Lütgehetmann | 6:0 | 600   | 115   | 5,21 | 5,26 | 26 |
| 2     | Siegfried Spielmann | 4:2 | 472   | 154   | 3,06 | 3,57 | 23 |
| 3     | Ernst Rudolph       | 2:4 | 515   | 131   | 3,93 | 5,40 | 38 |
| 4     | Norbert Witte       | 0:6 | 377   | 136   | 2,77 | -    | 19 |

| Platz | Name                | MP  | Pkte. | Aufn. | GD    | BED   | HS  |
| ----- | ------------------- | --- | ----- | ----- | ----- | ----- | --- |
| 1     | Walter Lütgehetmann | 6:0 | 900   | 29    | 31,03 | 42,85 | 137 |
| 2     | Siegfried Spielmann | 4:2 | 698   | 54    | 12,92 | 13,04 | 92  |
| 3     | Ernst Rudolph       | 2:4 | 738   | 51    | 14,47 | 17,64 | 100 |
| 4     | Norbert Witte       | 0:6 | 394   | 52    | 7,57  | -     | 44  |

| Platz | Name                | MP  | Pkte. | Aufn. | GD    | BED   | HS |
| ----- | ------------------- | --- | ----- | ----- | ----- | ----- | -- |
| 1     | Walter Lütgehetmann | 6:0 | 180   | 194   | 0,927 | 1,000 | 10 |
| 2     | Ernst Rudolph       | 2:4 | 144   | 197   | 0,730 | 0,923 | 11 |
| 3     | Norbert Witte       | 2:4 | 161   | 223   | 0,721 | 0,833 | 6  |
| 4     | Siegfried Spielmann | 2:4 | 150   | 224   | 0,669 | 0,681 | 5  |